# Hypsiglena slevini
Hypsiglena slevini là một loài rắn trong họ Rắn nước. Loài này được Tanner mô tả khoa học đầu tiên năm 1943.